# Высокий торизм
Высокий торизм (англ. High Toryism) — термин, используемый в Великобритании, Канаде, Австралии и ещё ряде стран для обозначения старого традиционалистского консерватизма. В Великобритании последний принял форму торизма, который начал своё формирование в XVII веке. Высокий торизм часто находился в противоречии с прогрессивными элементами в консервативных партиях в указанных странах. Исторически, консерватизм конца XVIII века берет своё начало в идеях вигов Эдмунда Бёрка и Уильяма Питта Младшего, а его появление символизирует водораздел в истории британского консерватизма: «новые тори» представляют собой направление, отличное от «высокого» или легитимистского торизма, поддерживавшего движение якобитов.
Высокий торизм описывали как неофеодалистскую идеологию ввиду того, что его сторонники выступают за иерархическую организацию общества (противопоставленную утопическому равенству), а также рассматривают традиционный класс джентри (противопоставленный буржуазии и тем, кто приобрел своё социальное положение через коммерцию) в качестве культурного эталона. Экономически высокие тори являются сторонниками патерналистского тористского корпоративизма, противопоставляя его неолиберализму, утвердившемуся в 1980-х годах.

## Воззрения и ценности

### Исторические

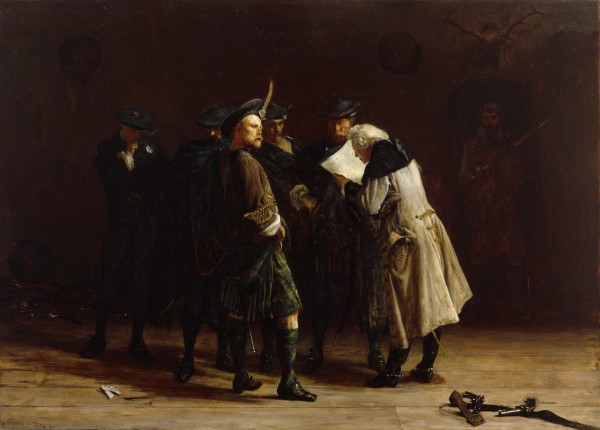
Джон Петти. «Якобиты» (1745): романтизированное видение якобитского движения

Высокие тори XVIII века выступали за низкие налоги и подвергали критике вигские идеи регулярной армии, расширяющейся империи и коммерции. Однако веком позже высокий торизм сменил своё видение этих вопросов, а многие привилегии высоких тории канули в Лету после избирательной реформы 1832 года. В период правления королевы Виктории высокие тори поддерживали империю, а персонификациями этого движения можно назвать премьер-министров Лорда Дерби и Лорда Солсбери.

### Современные
Высокие тори являются носителями ценностей исторического земельного джентри и аристократии с их лозунгом «noblesse oblige», чувством долга и ответственности, противопоставляя их ценностям современного предпринимательского класса. Они стремятся к сохранению укорененных в традиции общества и образа жизни, которые находятся под угрозой равным образом как со стороны современного капитализма, так и государственного социализма. Сторонники высокого торизма особенно радеют о сильном обществе (особенно на местном/локальном уровне — уровне разнообразных локальных общин), находясь в оппозиции вигскому, либеральному и неоконсервативному индивидуализму. Сторонники консерватизма «одной нации», концепции, созданной Бенджамином Дизраэли, выступают за социальную сплоченность, поддерживают социальные институты, которые поддерживают гармонию между различными группами людей, объединенными общими интересами, классами, а также, с недавних пор, разными расами и религиями.
Представителями современного английского высокого торизма можно назвать писателей Ивлина Во и Энтони Бёрджесса, поэта Томаса Стернза Элиота, политика Эноха Пауэлла и философа Роджера Скрутона. Ведущей «группой влияния» высокого торизма был консервативный Клуб понедельника (Monday Club), названный лейбористским премьер-министром Гарольдом Вильсоном «совестью партии тори»; однако в начале 1980-х годов в группе доминировали сторонники тэтчеризма, находившиеся в оппозиции традиционному высокому торизму.

## Политическое позиционирование
«Высокий торизм» очень близок традиционалистскому консерватизму в Соединенных Штатах. В Канаде феномен, схожий с высоким торизмом, обозначают термином «красные тори». Однако, в целом, достаточно сложно проводить параллели между высоким торизмом и близкими идеологиями.
«Высокий торизм» — это не только политическое понятие: оно также относится к культуре и образу жизни. Представитель этого течения, «высокий тори», дорожит элитарной (высокой) культурой, являясь либо высокоцерковным англиканином, либо католиком-традиционалистом, джентльменом и сторонником аграризма.